# 大馬鹿理論
大馬鹿理論（おおばかりろん、英: greater fool theory）とは、金融において、本来の価値を大幅に上回る過大評価された資産を購入し、後にさらに高値で転売できれば儲かる場合がある、という考え方である。
ある「愚か者」が高値の資産を購入し、それをさらに「より愚かな者」に売却して利益を得ようとすることである。これは、その資産に対してより高い価格を支払ってくれる新たな「より愚かな者」が十分に存在する限りにおいてのみ有効である。やがて、投資家は価格が現実と乖離していることを否定できなくなり、その時点で売りが出て、価格は著しく低下し、公正価値（場合によってはゼロ）に近づいていくことになる。

## 群集心理
人間の行動には偏りがあるため、どんなに不合理であっても、価格が上昇している資産に引き寄せられる人がいる。この効果は、群集心理によってさらに悪化することが多い。群集心理とは、他の人々が早期に購入して大きな利益を得たという話を聞き、購入しなかった人々が損をするのではないかという恐怖を感じるようになることである。この効果は、経済学教授のバートン・マルキールがその著書『ウォール街のランダムウォーク』の中で説明している。
バブルは、インターネットに関連する銘柄が上昇し始めると発生する。上昇気流は、より多くの人々が株を買うことを促し、テレビや新聞で報道され、さらに多くの人々が買うことになり、初期のネット企業の株主は大きな利益を得ることになる。成功した投資家は、カクテルパーティーで、いかに簡単に金持ちになれるかを語り、その結果、株はさらに上昇し、より多くの投資家グループを引き込むことになる。しかし、この仕組みは一種のねずみ講であり、初期の投資家から株を買う、より軽々しく信じがちな投資家を見つけなければならない。やがて、より愚かな者がいなくなる。—バートン・マルキール

## 例
美術品もまた、本来の価値ではなく、投機と特権的なアクセスによって価格が左右される商品の一つである。2013年11月、SACキャピタルのヘッジファンドマネージャー、スティーブン・A・コーエンは、個人取引でつい最近手に入れたばかりの美術品をオークションで販売していた。作品にはゲルハルト・リヒターやルドルフ・スティンゲルの絵画、サイ・トゥオンブリーの彫刻が含まれていた。これらは、最大8000万ドルで売却されると予想されていた。ニューヨーク・タイムズ紙は、この売却を報じる中で、「常に、トレーダーであるコーエンは、新しいコレクターが作品の価値よりもはるかに高い金額を支払うことが多い、今日の活発なアート市場を利用している」と指摘した。
暗号通貨は、大馬鹿理論の例としてあげられてきた。ノーベル賞受賞者数名を含む数多くの経済学者が、暗号通貨には本質的な価値が全くないと評している。